# Rifugio Alfredo Rivetti
Das Rifugio Alfredo Rivetti (oft auch nur Rifugio Rivetti) ist eine Schutzhütte der Sektion Biella des Club Alpino Italiano (CAI). Es liegt in den Walliser Alpen in der italienischen Region Piemont auf dem Gemeindegebiet der Gemeinde Andorno Micca in der Provinz Biella auf einer Höhe von 2150 m s.l.m. Die Hütte wird in der Regel von Mitte Juni bis Mitte September durchgehend bewirtschaftet, zwischen Mitte Mai und Mitte Oktober nur an Wochenenden. Sie bietet 58 Bergsteigern Schlafplätze.

## Zugänge
Man erreicht die Hütte vom Talort Piedicavallo in ca. drei Stunden Aufstieg. Der Weitwanderweg Grande Traversata delle Alpi führt an der Hütte entlang, dem sie auch als Stützpunkt dient.

## Karte
- IGC-Karte 1:25.000, Blatt 109, Monte Rosa, Alagna Valsesia, Macugnaga, Gressoney